# Шломин, Владимир Семёнович
Владимир Семёнович Шломин (10 июля 1921, Почеп — 2000) — советский, российский военный историк, специалист в области истории военного флота СССР; капитан 1 ранга (1958); доктор военно-морских наук, профессор, почетный академик РАЕН (1993).

## Биография
Окончил среднюю школу в Почепе, один из питомцев Е. Т. Дмитровской.
В 1941 году окончил Каспийское высшее военно-морское училище. С декабря 1941 по июнь 1942 года воевал в морской пехоте — в составе 70-й морской стрелковой бригады (помощник начальника, начальник разведотделения штаба бригады). Организовывал разведывательные поиски в тылу противника и лично участвовал в них. 16 июня 1942 в бою был тяжело ранен, перенёс ампутацию правой ноги. После ранения служил в аппарате Наркомата ВМФ (начальником чертёжного бюро Артуправления).
В 1946 году окончил высшие исторические классы Военно-морской академии.
С 1946 года преподавал в Высшем военно-морском училище им. М. В. Фрунзе (преподаватель, старший преподаватель). В 1961—1988 годы преподавал в Военной академии тыла и транспорта: преподаватель, старший преподаватель, в 1972—1988 — начальник кафедры военного искусства. С 1989 года — профессор кафедры военной истории Высшего военно-морского училища имени М. В. Фрунзе.

## Научная деятельность
В 1969 году защитил докторскую диссертацию; профессор (1971).
Основные направления исследований:
- история отечественных вооруженных сил,
- история советского военно-морского флота.

### Избранные труды
- Золотарев В. А., Шломин В. С. Как создавалась военно-морская мощь Советского Союза: в 2-х книгах. — М. ; СПб. : АСТ : Полигон, 2004. — Кн. 1, 2. — 480+528 с. — 5000 экз. — (Военно-историческая библиотека) — ISBN 5-17-022797-3 — ISBN 5-89173-254-8 — ISBN 5-17-022798-1 — ISBN 5-89173-255-6
- Козлов И. А., Шломин В. С. Краснознаменный Балтийский флот в героической обороне Ленинграда. — Л.: Лениздат, 1976. — 398 с. — 50 000 экз.
- Козлов И. А., Шломин В. С. Северный флот. — Л., 1966. — 295 с. — 15 000 экз.
  - Краснознаменный Северный флот. — 2-е изд., испр. и доп. — М.: Воениздат, 1977. — 287 с. — 60 000 экз.
  -  — [militera.lib.ru/h/ksf/index.html 3-е изд., испр. и доп.] — М.: Воениздат, 1983. — 295 с. — 65 000 экз.
- Мелентьев В. Д., Шломин В. С. 29 лет великой победы: (Материалы для докл. и бесед). — Л., 1974. — 22 с.
- Шломин В. С. Ленинград — город герой, город морской славы : (Метод. пособие в помощь лектору) / О-во «Знание» РСФСР. Ленингр. организация. — Л.: Б. и., 1975. — 27 с. — 2250 экз.
- Шломин В. С. Основные этапы развития военно-морского искусства в досоветский период : Учеб. пособие / Воен. акад. тыла и транспорта. — Л. : Б. и., 1963. — [2] с., 147 л.
- Шломин В. С. Тыловое обеспечение сил Военно-Морского Флота СССР в операциях Великой Отечественной войны : Учеб. пособие / Воен. ордена Ленина акад. тыла и транспорта. — Л.: Б. и., 1970. — 260 с.
- Щербаков Н. А., Шломин В. С. Действия на морских сообщениях в Атлантическом и Тихом океанах во вторую мировую войну: Учеб. пособие. — Л., 1958. — 97 л.

редактор
- Карпушин И. С., Крюков В. А., Мелентьев В. Д. и др. История тыла: Учеб. пособие / Отв. ред. В. С. Шломин. — 2-е изд. — Л., 1974. — 214 с.

## Награды
- Орден Красной Звезды (22.7.1944)[4]
- Заслуженный деятель науки РСФСР[2][5]
- премия им. М. В. Фрунзе[2].